# El Gavilán
El Gavilán o pic del Gavilán o cerro Gavilán és una muntanya de 1.748 metres situada a la Pobla de Sant Miquel (Racó d'Ademús, País Valencià).
Es tracta del tercer cim en altura del País Valencià, només superat pel veí Alto de las Barracas (1837 m.) i el Penyagolosa (1813 m.). El Gavilán i el Alto de las Barracas només estan separats entre si per uns 2,6 quilòmetres de distància i ambdós formen part de la serra de Javalambre, en el Sistema Ibèric. A més a més s'integren en el Parc Natural de la Pobla de Sant Miquel.